# كيفن مورينو
كيفن مورينو (بالإسبانية: Kevin Moreno) هو لاعب كرة قدم كولومبي في مركز الدفاع، ولد في 23 يوليو 2000 في مدينة كالي في كولومبيا. لعب مع ديبورتيفو كالي.

## وصلات خارجية
- كيفن مورينو على موقع قاعدة بيانات كرة القدم.إي يو (الإنجليزية)
- كيفن مورينو على موقع Soccerway.com (الإنجليزية)